# Грегорі Ельвірський
Григорій (Грегорі) Бетік (? — бл. 392) — єпископ Ельвіри, у провінції Бетіка, Іспанія.

## Біографія
Вперше Григорій зустрічається як єпископ Ельвіри (Ілліберіс) у 375 році/ Він згадується в люциферіанській «Libellus precum ad Imperatores» , як захисник Нікейського символу віри, після того, як  у 357 році єпископ Кордовський Хосій дав свою згоду в Сірміі на друге сірмське формулювання доктрини.Виявився затятим противником аріанства, відстоював Нікейський символ віри на соборі в Ріміні і відмовився вступати в церковні стосунки з аріанськими єпископами Урсацієм Сингідунським і Валентом з Мурси. Насправді, він дотримувався радикальної точки зору, як і єпископ Люцифер Каларійський (Кальярі), що робити аванси єпископам або священикам, які в будь-який час були пов’язані з аріанством, або підтримувати будь-яке релігійне спілкування з ними є незаконним. Ця "люциферіанська партія" знайшла прихильників в Іспанії, а після смерті Люцифера (370 або 371 року) Григорій Ельвірський став головою і лідером даного руху. Про це згадується у Libellus precum, а також у хроніці святого Ієроніма. Проте прогрес, досягнутий в Іспанії, аж ніяк не був значним.
В Іспанії його шанують як святого. Вшановується 24 квітня.

## Праці
Святий Ієронім каже вказує, що Григорій до глибокої старості писав різноманітні трактати, складені простою і звичайною мовою (mediocri sermone), і створив чудову книгу (elegantem librum), De Fide. Книга De Trinitate seu de Fide (Рим, 1575), яка була приписана Григорію Бетику Ахіллесом Стацієм, насправді, вийшла не з-під його пера, а була написана в Іспанії наприкінці IV століття. З іншого боку, ранні історики літератури, такі як Кеснель, а потім й Морен, приписують йому трактат De Fide orthodoxa, який спрямований проти аріанства, і фігуральні вирази з творів святого Амвросія. і Вігілія з Тапса.
Те ж саме можна сказати про перші сім із дванадцяти книг De Trinitate, авторство яких приписують Вігілію з Тапса. Деякі коментатори також намагалися довести, що Григорій Бетік був автором трактату De Libris Sacarum Scripturarum, опублікованого П’єром Батіфолом (Париж, 1900) як твір Оригена. Встановити авторство, про яке йдеться, досі неможливо.

## Період життя
Зберігся лист до Григорія від Євсевія Верчеллі. Оскільки Ієронім у своїй De Viris Illustribus, що була написана у 392році, не згадує Григорія як померлого, існує припущення, що останній у той час був живий. Однак ймовірно був тоді дуже старою людиною і в жодному разі не міг померти набагато пізніше 392 року.